# Gomphomacromia chilensis
Gomphomacromia chilensis – gatunek ważki z rodziny Synthemistidae. Występuje w południowo-zachodniej Ameryce Południowej; jest endemitem środkowego Chile.
Takson Gomphomacromia mexicana, opisany w 1933 roku na podstawie pojedynczego okazu – samca rzekomo pochodzącego z Teotihuacán w Meksyku, został w 2005 roku zsynonimizowany z Gomphomacromia chilensis; miejsce odłowu prawdopodobnie zostało błędnie oznaczone, gdyż przedstawiciele rodzaju Gomphomacromia nigdy nie byli obserwowani w tym kraju ani w ogóle na północ od Ekwadoru.